# Sub Margine, Caraș-Severin
Sub Margine este un sat în comuna Armeniș din județul Caraș-Severin, Banat, România.

## Reflist
1. ↑  „Recensământul Populației și al Locuințelor 2002 - populația unităților administrative pe etnii”. Kulturális Innovációs Alapítvány (KIA.hu - Fundația Culturală pentru Inovație). Arhivat din original la 14 octombrie 2013. Accesat în 6 august 2013.